# 原田敬一 (アメリカ文学者)
原田 敬一（はらだ けいいち、1929年（昭和4年）2月11日 - 2012年（平成24年）12月6日）は、日本のアメリカ文学研究者。ヘミングウェイを研究、サリンジャーの研究・翻訳も行なった。日本基督教団の信徒である。

## 略歴
名古屋市生まれ、旧制東海中学校卒業。同志社大学予科入学、1951年同文学部英文科を卒業（旧制）。矢野峰人、工藤好美、加藤龍太郎、オーティス・ケーリ、上野直蔵らに教えを受ける。名古屋学院高等学校教諭、米国オハイオ・ウェスリアン大学に学んだのち、1954年シラキューズ大学大学院修士課程修了。1957年青山学院大学講師、61年助教授、1962年千葉大学文理学部助教授、72年人文学部教授、文学部教授。1993年定年退官、名誉教授、城西国際大学教授・学生部長。
1966-67年インディアナ大学（ブルーミントン）、79年に3ヶ月デューク大学客員研究員。

## 著書
- Some Japanese Observations. 開文社 1958
- 『英語句読法の知識と使い方』南雲堂 1985

- 編『英協アメリカ・イギリス実用雑学事典 受験・就職・日常生活に役立つ』日本英語教育協会 1983

### 翻訳
- 米国現代語学文学学会編『MLA英語論文の手引』改訂版 北星堂書店 1958
  - ジョゼフ・ジバルディ/W.S.アクタート編著『MLA英語論文の手引』第3版 訳編 北星堂書店 1990
- I.エドマン『芸術入門』南雲堂不死鳥選書 1958
- ヘンリー・V.バーク『「ドクトル・ジバゴ」以後 共産圏の作家たち』金生正道共訳 文建書房 1959
- ハーマン・メルヴィル『バートルビー・船乗りビリー・バッド』北川悌二共訳 南雲堂 双書・20世紀の珠玉　1960
- バージェン・エヴァンス『ナンセンスの博物誌』毎日新聞社 1961、大和書房 1971
- 『サリンジャー選集 第1 フラニー／ズーイー』荒地出版社 1968、のち新版
- J.D.サリンジャー『ハプワース16、一九二四』荒地出版社 1977、のち新版
- P・G・ウッドハウス『ゴルフ人生』日本経済新聞社 1981

## 注
1. ↑  『現代日本人名録』